# サミュエル・エトー
サミュエル・エトー・フィス（Samuel Eto'o Fils, 1981年3月10日 - ）は、カメルーン・リトラル州ドゥアラ出身の元サッカー選手。元カメルーン代表。ポジションはフォワード。
サミュエル・エトオと表記されることもある。フィスは英語の Jr. （ジュニア）に相当するフランス語の添え名である。
カメルーン代表の最多得点記録保持者であり、史上最多の4度のアフリカ年間最優秀選手賞受賞、2度のアフリカネイションズカップ優勝、3度のUEFAチャンピオンズリーグ優勝など数々の栄誉を手にしている。
2021年12月よりカメルーンサッカー連盟会長を務める。

## 経歴

### 初期の経歴
カメルーンのドゥアラ市にあるカジ・スポーツアカデミーの一期生。その後、16歳でレアル・マドリード・カスティージャと契約。しかし、外国人であった為セグンダ・ディビシオンBでは試合に出場できず、成長を妨げないようレンタルされ、CDレガネス、RCDエスパニョール、RCDマジョルカで過ごした。
2000年のシーズン終了後に、6億6000万円でRCDマジョルカに完全移籍し、2002年にコパ・デル・レイ優勝に導くなど活躍している。

### バルセロナ

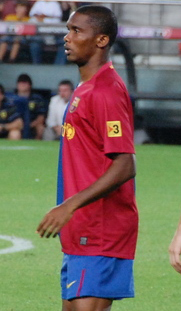
バルセロナ時代のエトー

2004-2005シーズンにFCバルセロナに移籍し、リーガ優勝を経験した。
2006年9月のUEFAチャンピオンズリーグ1次リーグ、ヴェルダー・ブレーメン戦で右ひざ半月板を痛め、全治5ヶ月と診断された。自身が「第二の故郷」としているマヨルカ島で療養していたが、2007年2月に復帰し、ゴールも決めている。なお、復帰後の起用法を巡って出場を拒否するなど、トラブルメーカー的な側面も見せた。
2007-08シーズンはティエリ・アンリがバルセロナに加入し、前述のフロントとの衝突などから放出が噂されたが、結局チームに残った。しかし開幕前のインテルナツィオナーレ・ミラノとの親善試合で怪我を負うと、ボージャン・クルキッチの台頭などもあり出場機会が減少。ただし、出場した試合では18試合で16ゴールと抜群の決定力を見せた。また、2007年10月17日にはスペイン国籍を取得し、カメルーンとの二重国籍となった。
2008-09シーズン、監督に就任したジョゼップ・グアルディオラの意向により一度戦力外通告を受けるが、最終的に残留する形で踏み止まると、10月25日の第8節UDアルメリア戦でバルサ史上最短の23分間でのハットトリックを達成し（この時点で8試合9得点を記録、バルサ在籍中の得点率が1.34試合となり、バルサ歴代2位につく）、リオネル・メッシ、アンリとともに世界最強ともいわれる3トップを組むと、自己最多、リーガ2位の30ゴールを記録し、チャンピオンズリーグ決勝のマンチェスター・ユナイテッドFC戦では決勝点を挙げた。3シーズンぶりのリーガ・エスパニョーラ制覇とUEFAチャンピオンズリーグ、さらにはコパ・デル・レイをも制し、スペイン勢史上初の3冠獲得に大きく貢献した。

### インテル

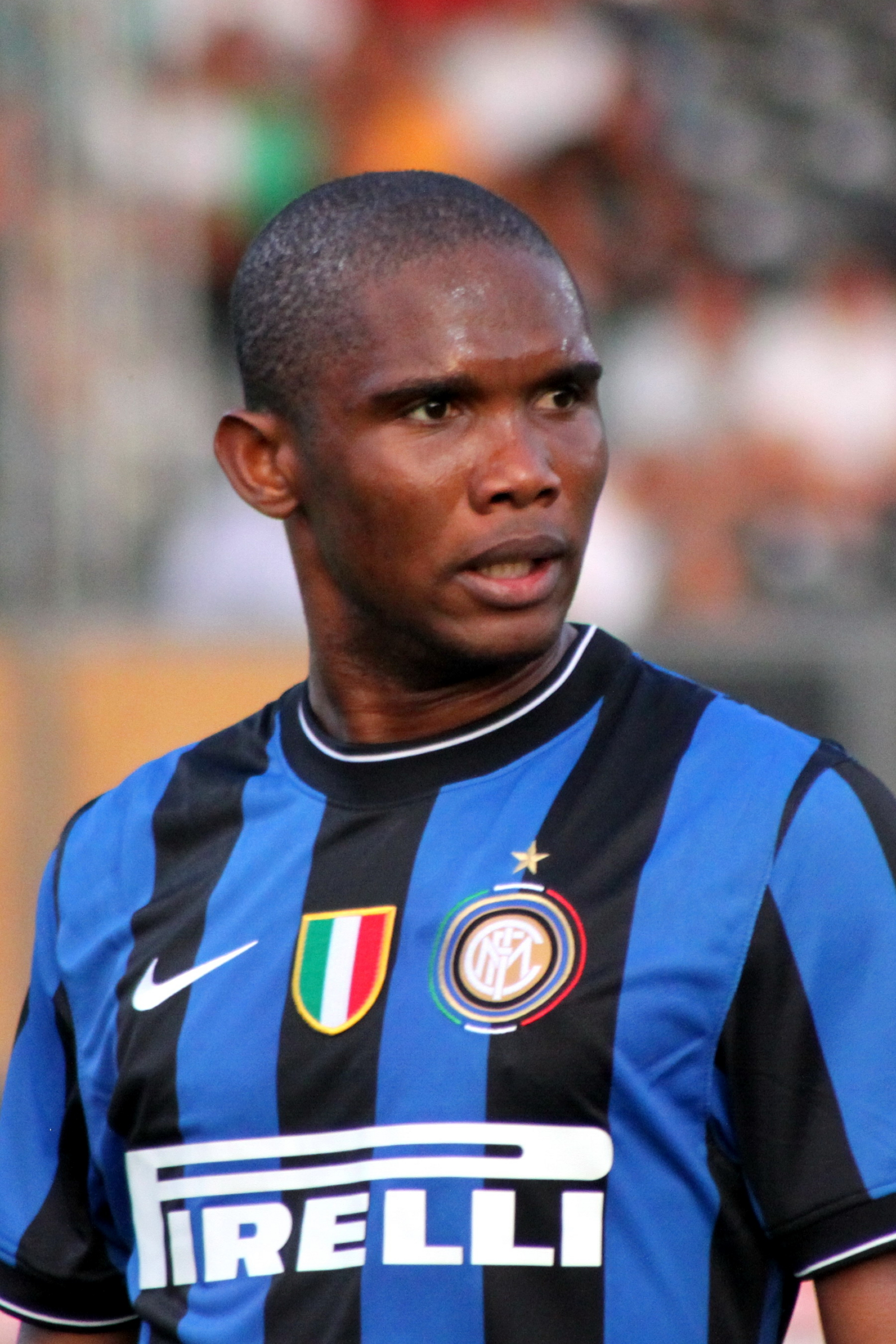
インテルでプレーするエトー（2009年）

2009年7月、ズラタン・イブラヒモビッチとのトレード（エトー+移籍金4600万ユーロ）により、5年契約でインテルナツィオナーレ・ミラノへ移籍。2008-09シーズンセリエA24得点（得点ランキング2位タイ）のディエゴ・ミリートと2トップを組むことになった。8月8日のスーペルコッパ・イタリアーナ、SSラツィオ戦で移籍後公式戦初出場、初得点を記録すると、セリエAデビューとなった2週間後のASバーリ戦でPKによりセリエA初得点を挙げた。2010年3月16日のUEFAチャンピオンズリーグ決勝トーナメント1回戦2ndレグのチェルシーFC戦では、チームを4シーズンぶりのベスト8へと導く決勝ゴールを挙げた。その後インテルはセリエA、コッパ・イタリア、チャンピオンズリーグを制し、エトーは史上初めて2シーズン連続で三冠を獲得した選手となり、これは現在に至るまで唯一の記録である。
2010-11シーズンも好調が続き、UEFAチャンピオンズリーグではグループリーグ6戦で1位の7得点を記録。セリエAでも得点ランクトップを走ったが、11月21日のACキエーヴォ・ヴェローナ戦では相手選手に頭突きをしてしまい、3試合の出場停止処分を受けた。FIFAクラブワールドカップ2010では決勝のマゼンベ戦で1ゴール1アシストを記録するなど活躍し、ゴールデンボール（MVP）を獲得した。12月21日にはクラブでの活躍が評価され、4度目のアフリカ年間最優秀選手賞を受賞した。その後はセリエ、チャンピオンズリーグともに得点王こそ逃したものの攻撃の中心として活躍。2011年5月9日のコッパ・イタリア決勝のUSチッタ・ディ・パレルモ戦では2得点を挙げ、インテルの2連覇に貢献。またこの2得点でシーズンの総得点を37とし、バルセロナ時代の2008-09シーズンに記録した自己記録を更新した。

### アンジ・マハチカラ
2011年8月24日、ロシア・ダゲスタン共和国に本拠地を置くFCアンジ・マハチカラに3年契約で移籍した。移籍金は非公表であるが、移籍金2700万ユーロ、年俸は2000万ユーロと伝えられている。その3日後に行われたロシア・プレミアリーグ第22節のFCロストフ戦(2-2)では後半58分から出場して80分に同点ゴールを挙げ、第23節のFCヴォルガ・ニジニ・ノヴゴロド戦では2試合連続となる得点を挙げた。

### チェルシー
2013年8月、アンジは経営規模の縮小を発表。結果、主力選手の大半が市場に出ることになった。古巣のインテルなどが獲得に動いたが、2013年8月29日、チェルシーFCに1年契約で移籍決定。再びモウリーニョの下でプレーすることになる。背番号は29番。
10月19日のカーディフ・シティFC戦で移籍後初ゴールを挙げると、2014年1月20日のマンチェスター・ユナイテッドFC戦ではハットトリックを達成した。

### エヴァートン
2014年8月26日、エヴァートンFCに2年契約で加入した。

### サンプドリア
2015年1月24日、UCサンプドリアに移籍した。

### アンタルヤスポル
2015年7月1日、スュペル・リグのアンタルヤスポルと3年契約を結んだことを発表した。同年12月7日、ユスフ・シムシェクが監督を退任すると、翌2016年1月初頭まで暫定的に選手兼任監督を務め、最初の2試合で2勝を挙げた。

### コンヤスポル
2018年1月30日、フリーエージェントでコンヤスポルに加入した。8月3日、クラブと双方合意の上で契約を解除した。

### カタールSC
2018年8月13日、カタールリーグ・1部のカタールSCが契約を結んだことを発表した。そして翌2019年2月に退団し、同9月に現役の引退を表明。

### 代表

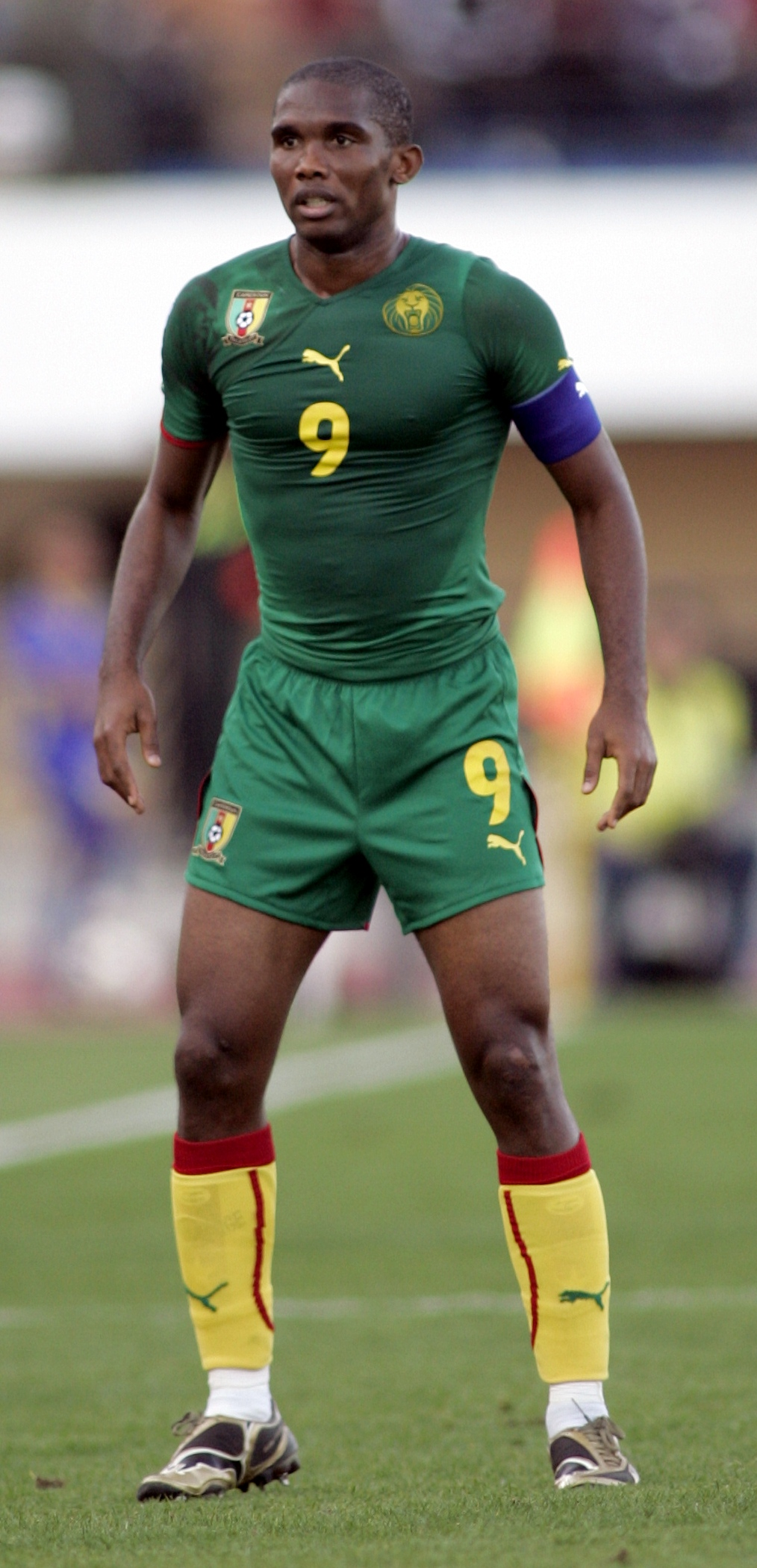
カメルーン代表でのエトー

1998年のFIFAワールドカップ・フランス大会にはカメルーン代表史上最年少となる17歳3ヶ月で出場した。同年のトヨタカップ、2000年のアフリカネイションズカップ、シドニー五輪を制した。
また、カメルーン代表として2002年日韓ワールドカップで来日した際にサガン鳥栖と試合をして決勝点を奪っている。ワールドカップではグループリーグ第2戦のサウジアラビア戦で決勝点となるゴールを決め勝利に導く。しかし1勝1分1敗の3位でグループリーグ敗退となった。
2006年ワールドカップドイツ大会のアフリカ最終予選は、アウェーでコートジボワールに勝利し最終戦を前に首位に立つが、最終戦でエジプトに終盤に追いつかれ、ロスタイムにピエール・ウォメがPKを失敗して引き分けに終わる。最終戦に勝利したコートジボワールに抜かれ本大会出場を逃した（ヤウンデの悲劇）。
2006年のアフリカネイションズカップ・エジプト大会では、準々決勝でワールドカップの最終予選で最後まで出場を争ったコートジボワールとPK戦までもつれたが全員成功し2巡目の最初の番でエトーはクロスバーを越えるミスキックをしてしまい、チームはベスト8で敗れた。
2010年ワールドカップ南アフリカ大会ではグループリーグ初戦の日本戦では、チーム事情から本来のポジションとは異なる右サイドでのプレイを余儀なくされ無得点だったが、デンマーク戦とオランダ戦ではゴールを記録した。9月5日のアフリカネイションズカップ2012予選のモーリシャス戦で2得点を挙げ、代表通算100試合出場と50得点を達成した。
2011年11月15日、代表戦出場ボーナスの支払いがないことから、アルジェリア代表との親善試合をボイコットして試合は中止された。これを重く見たカメルーンサッカー連盟は、16日に代表戦15試合の出場停止処分を下したが、エトーは処分が不服であるとして規律委員会に訴え、4試合の出場停止に軽減された。
2014年8月27日、代表引退を表明した。
2025年3月7日、スポーツ仲裁裁判所は、CAF執行委員会メンバー選挙の候補者リストにサミュエル・エトーの候補資格を復活させるよう命じた。。

## エピソード
- 幼い頃に父親に腕時計を買ってもらって以降、腕時計にはこだわりがあり、自らプロデュースも行っている。2010年W杯予選の際は「カメルーンがW杯に出場できたらチームメイト全員に腕時計をプレゼントする」と宣言し、実際に出場決定後、自らのブランドの450万円相当の腕時計を贈った（計1億円に上る[24]）。
- 携帯電話のマニアとして知られており、400台もの携帯を所持している（そのうち14台は別々の国、電話番号で稼働中）[25]。また、2012年1月には母国カメルーンで携帯電話会社を設立した[26]。

## 個人成績

### クラブ
| 国内大会個人成績 | 国内大会個人成績   | 国内大会個人成績 | 国内大会個人成績 | 国内大会個人成績 | 国内大会個人成績 | 国内大会個人成績 | 国内大会個人成績 | 国内大会個人成績 | 国内大会個人成績 | 国内大会個人成績 | 国内大会個人成績 |
| 年度             | クラブ             | 背番号           | リーグ           | リーグ戦         | リーグ戦         | リーグ杯         | リーグ杯         | オープン杯       | オープン杯       | 期間通算         | 期間通算         |
| 年度             | クラブ             | 背番号           | リーグ           | 出場             | 得点             | 出場             | 得点             | 出場             | 得点             | 出場             | 得点             |
| スペイン         | スペイン           | スペイン         | スペイン         | リーグ戦         | リーグ戦         | 国王杯           | 国王杯           | オープン杯       | オープン杯       | 期間通算         | 期間通算         |
| ---------------- | ------------------ | ---------------- | ---------------- | ---------------- | ---------------- | ---------------- | ---------------- | ---------------- | ---------------- | ---------------- | ---------------- |
| 1997-98          | レガネス           |                  | セグンダB        | 28               | 3                | 2                | 1                | -                | -                | 30               | 4                |
| 1997-98          | レアル・マドリード |                  | プリメーラ       | 1                | 0                | 0                | 0                | -                | -                | 1                | 0                |
| 1998-99          | エスパニョール     |                  | プリメーラ       | 0                | 0                | 1                | 0                | -                | -                | 1                | 0                |
| 1998-99          | レアル・マドリード |                  | プリメーラ       | 2                | 0                | 0                | 0                | 1                | 0                | 3                | 0                |
| 1999-00          | マジョルカ         |                  | プリメーラ       | 13               | 6                | 0                | 0                | -                | -                | 13               | 6                |
| 2000-01          | マジョルカ         |                  | プリメーラ       | 28               | 11               | 5                | 2                | -                | -                | 33               | 13               |
| 2001-02          | マジョルカ         |                  | プリメーラ       | 30               | 6                | 1                | 1                | -                | -                | 31               | 7                |
| 2002-03          | マジョルカ         | 9                | プリメーラ       | 30               | 14               | 6                | 5                | -                | -                | 36               | 19               |
| 2003-04          | マジョルカ         | 9                | プリメーラ       | 32               | 17               | 2                | 0                | 2                | 1                | 36               | 18               |
| 2004-05          | バルセロナ         | 9                | プリメーラ       | 37               | 25               | 1                | 0                | -                | -                | 38               | 25               |
| 2005-06          | バルセロナ         | 9                | プリメーラ       | 34               | 26               | 0                | 0                | 2                | 2                | 36               | 28               |
| 2006-07          | バルセロナ         | 9                | プリメーラ       | 19               | 11               | 2                | 1                | 3                | 0                | 24               | 12               |
| 2007-08          | バルセロナ         | 9                | プリメーラ       | 18               | 16               | 3                | 0                | -                | -                | 21               | 16               |
| 2008-09          | バルセロナ         | 9                | プリメーラ       | 36               | 30               | 4                | 0                | -                | -                | 40               | 30               |
| イタリア         | イタリア           | イタリア         | イタリア         | リーグ戦         | リーグ戦         | イタリア杯       | イタリア杯       | オープン杯       | オープン杯       | 期間通算         | 期間通算         |
| 2009-10          | インテル           | 9                | セリエA          | 32               | 12               | 2                | 1                | 1                | 1                | 35               | 14               |
| 2010-11          | インテル           | 9                | セリエA          | 35               | 21               | 4                | 5                | 4                | 3                | 43               | 29               |
| 2011-12          | インテル           | 9                | セリエA          | 0                | 0                | 0                | 0                | 1                | 0                | 1                | 0                |
| ロシア           | ロシア             | ロシア           | ロシア           | リーグ戦         | リーグ戦         | ロシア杯         | ロシア杯         | オープン杯       | オープン杯       | 期間通算         | 期間通算         |
| 2011-12 (en)     | アンジ・マハチカラ | 9                | ロシア・プレミア | 22               | 13               | 1                | 0                | -                | -                | 23               | 13               |
| 2012-13 (en)     | アンジ・マハチカラ | 9                | ロシア・プレミア | 25               | 10               | 3                | 2                | -                | -                | 28               | 12               |
| 2013-14          | アンジ・マハチカラ | 9                | ロシア・プレミア | 6                | 2                | 0                | 0                | -                | -                | 6                | 2                |
| イングランド     | イングランド       | イングランド     | イングランド     | リーグ戦         | リーグ戦         | FLカップ         | FLカップ         | FAカップ         | FAカップ         | 期間通算         | 期間通算         |
| 2013-14          | チェルシー         | 29               | プレミアリーグ   | 21               | 9                | 2                | 0                | 3                | 0                | 26               | 9                |
| 2014-15          | エヴァートン       | 29               | プレミアリーグ   | 14               | 3                | 1                | 0                | 1                | 0                | 16               | 3                |
| イタリア         | イタリア           | イタリア         | イタリア         | リーグ戦         | リーグ戦         | イタリア杯       | イタリア杯       | オープン杯       | オープン杯       | 期間通算         | 期間通算         |
| 2014-15          | サンプドリア       | 9                | セリエA          | 18               | 2                | 0                | 0                | 0                | 0                | 18               | 2                |
| トルコ           | トルコ             | トルコ           | トルコ           | リーグ戦         | リーグ戦         | トルコ杯         | トルコ杯         | オープン杯       | オープン杯       | 期間通算         | 期間通算         |
| 2015-16 (en)     | アンタルヤスポル   | 9                | スュペル・リグ   | 33               | 22               | 1                | 0                | -                | -                | 34               | 22               |
| 2016-17          | アンタルヤスポル   | 9                | スュペル・リグ   | 28               | 16               | 0                | 0                | -                | -                | 28               | 16               |
| 2017-18          | コンヤスポル       | 9                | スュペル・リグ   | 13               | 6                | 1                | 0                | -                | -                | 14               | 6                |
| カタール         | カタール           | カタール         | カタール         | リーグ戦         | リーグ戦         | リーグ杯         | リーグ杯         | オープン杯       | オープン杯       | 期間通算         | 期間通算         |
| 2018-19          | カタールSC         | 81               | カタールリーグ   | 16               | 6                | 2                | 3                |                  |                  | 18               | 9                |
| 通算             | スペイン           | スペイン         | プリメーラ       | 280              | 162              | 25               | 10               | 8                | 3                | 313              | 175              |
| 通算             | スペイン           | スペイン         | セグンダB        | 28               | 3                | 2                | 1                | -                | -                | 30               | 4                |
| 通算             | イタリア           | イタリア         | セリエA          | 85               | 35               | 6                | 6                | 6                | 4                | 97               | 45               |
| 通算             | ロシア             | ロシア           | ロシア・プレミア | 53               | 25               | 4                | 2                | -                | -                | 57               | 27               |
| 通算             | イングランド       | イングランド     | プレミアリーグ   | 35               | 12               | 4                | 0                | 3                | 0                | 42               | 12               |
| 通算             | トルコ             | トルコ           | スュペル・リグ   | 74               | 44               | 2                | 0                | -                | -                | 76               | 44               |
| 通算             | カタール           | カタール         | カタールリーグ   | 16               | 6                | 2                | 3                |                  |                  | 18               | 9                |
| 総通算           | 総通算             | 総通算           | 総通算           | 571              | 287              | 45               | 22               | 17               | 3                | 633              | 316              |

## 代表歴

### 出場大会
- 1997年 3月9日:コスタリカ戦でカメルーンA代表デビュー
- 1998年 FIFAワールドカップ フランス大会 - グループリーグ敗退
- 2000年 シドニーオリンピック 金メダル
- 2000年 アフリカネイションズカップ ナイジェリア・ガーナ大会 - 優勝
- 2001年 FIFAコンフェデレーションズカップ 日韓大会 - グループリーグ敗退
- 2002年 アフリカネイションズカップ マリ大会 - 優勝
- 2002年 FIFAワールドカップ 日韓大会 - グループリーグ敗退
- 2003年 FIFAコンフェデレーションズカップ フランス大会 - 準優勝
- 2004年 アフリカネイションズカップ チュニジア大会 - ベスト8
- 2006年 アフリカネイションズカップ エジプト大会 - ベスト8
- 2006年 FIFAワールドカップ ドイツ大会 - アフリカ地区予選敗退
- 2008年 アフリカネイションズカップ ガーナ大会 - 準優勝
- 2010年 FIFAワールドカップ 南アフリカ大会 - グループリーグ敗退
- 2014年 FIFAワールドカップ ブラジル大会 - グループリーグ敗退

### 試合数
- 国際Aマッチ 116試合 56得点（1997年-2014年）[27]

| カメルーン代表 | 国際Aマッチ | 国際Aマッチ |
| 年             | 出場        | 得点        |
| -------------- | ----------- | ----------- |
| 1997           | 3           | 0           |
| 1998           | 5           | 0           |
| 1999           | 1           | 0           |
| 2000           | 7           | 5           |
| 2001           | 8           | 2           |
| 2002           | 13          | 5           |
| 2003           | 7           | 2           |
| 2004           | 9           | 4           |
| 2005           | 6           | 1           |
| 2006           | 5           | 5           |
| 2007           | 3           | 1           |
| 2008           | 11          | 11          |
| 2009           | 9           | 5           |
| 2010           | 12          | 8           |
| 2011           | 8           | 4           |
| 2012           | 2           | 0           |
| 2013           | 4           | 2           |
| 2014           | 3           | 1           |
| 通算           | 116         | 56          |

### 得点
| #  | 開催日         | 開催地                   | 対戦国           | スコア | 結果       | 大会                                 |
| -- | -------------- | ------------------------ | ---------------- | ------ | ---------- | ------------------------------------ |
| 1  | 2000年1月28日  | アクラ                   | コートジボワール | 2–0    | 3–0        | アフリカネイションズカップ2000       |
| 2  | 2000年2月6日   | アクラ                   | アルジェリア     | 1–0    | 2–1        | アフリカネイションズカップ2000       |
| 3  | 2000年2月10日  | アクラ                   | チュニジア       | 2–0    | 3–0        | アフリカネイションズカップ2000準決勝 |
| 4  | 2000年2月13日  | ラゴス                   | ナイジェリア     | 0–1    | 2–2(PK3-4) | アフリカネイションズカップ2000決勝   |
| 5  | 2000年4月19日  | ヤウンデ                 | ソマリア         | 3–0    | 3–0        | 2002 FIFAワールドカップ予選          |
| 6  | 2001年1月28日  | ロメ                     | トーゴ           | 0–1    | 0–2        | 2002 FIFAワールドカップ予選          |
| 7  | 2001年7月1日   | ヤウンデ                 | トーゴ           | 1–0    | 2–0        | 2002 FIFAワールドカップ予選          |
| 8  | 2002年1月7日   | ヤウンデ                 | ブルキナファソ   | 1–0    | 3–1        | 親善試合                             |
| 9  | 2002年1月28日  | シカソ                   | トーゴ           | 2–0    | 3–0        | アフリカネイションズカップ2002       |
| 10 | 2002年3月27日  | ジュネーヴ               | アルゼンチン     | 1–1    | 2–2        | 親善試合                             |
| 11 | 2002年5月26日  | 神戸市                   | イングランド     | 0–1    | 2–2        | 親善試合                             |
| 12 | 2002年6月6日   | 新潟市                   | サウジアラビア   | 1–0    | 1–0        | 2002 FIFAワールドカップ              |
| 13 | 2003年3月27日  | チュニス                 | マダガスカル     | 2–0    | 2–0        | チュニス・トーナメント               |
| 14 | 2003年6月19日  | サン＝ドニ               | ブラジル         | 0–1    | 0–1        | FIFAコンフェデレーションズカップ2003 |
| 15 | 2004年2月8日   | チュニス                 | ナイジェリア     | 1–2    | 1–2        | アフリカネイションズカップ2004       |
| 16 | 2004年6月6日   | ヤウンデ                 | ベナン           | 1–1    | 2–1        | 2006 FIFAワールドカップ予選          |
| 17 | 2004年7月4日   | ヤウンデ                 | コートジボワール | 1–0    | 2–0        | 2006 FIFAワールドカップ予選          |
| 18 | 2004年9月15日  | カイロ                   | エジプト         | 3–2    | 3–2        | 2006 FIFAワールドカップ予選          |
| 19 | 2005年6月4日   | コトヌー                 | ベナン           | 0–4    | 1–4        | 2006 FIFAワールドカップ予選          |
| 20 | 2006年1月21日  | カイロ                   | アンゴラ         | 1–0    | 3–1        | アフリカネイションズカップ2006       |
| 21 | 2006年1月21日  | カイロ                   | アンゴラ         | 2–1    | 3–1        | アフリカネイションズカップ2006       |
| 22 | 2006年1月21日  | カイロ                   | アンゴラ         | 3–1    | 3–1        | アフリカネイションズカップ2006       |
| 23 | 2006年1月25日  | カイロ                   | トーゴ           | 1–0    | 2–0        | アフリカネイションズカップ2006       |
| 24 | 2006年1月29日  | カイロ                   | コンゴ民主共和国 | 2–0    | 2–0        | アフリカネイションズカップ2006       |
| 25 | 2007年6月3日   | モンロビア               | リベリア         | 0–2    | 1–2        | アフリカネイションズカップ2008予選   |
| 26 | 2008年1月22日  | クマシ                   | エジプト         | 3–1    | 4–2        | アフリカネイションズカップ2008       |
| 27 | 2008年1月22日  | クマシ                   | エジプト         | 3–2    | 4–2        | アフリカネイションズカップ2008       |
| 28 | 2008年1月26日  | クマシ                   | ザンビア         | 4–0    | 5–1        | アフリカネイションズカップ2008       |
| 29 | 2008年1月30日  | タマレ                   | スーダン         | 1–0    | 3–0        | アフリカネイションズカップ2008       |
| 30 | 2008年1月30日  | タマレ                   | スーダン         | 3–0    | 3–0        | アフリカネイションズカップ2008       |
| 31 | 2008年5月31日  | ヤウンデ                 | カーボベルデ     | 2–0    | 2–0        | 2010 FIFAワールドカップ予選          |
| 32 | 2008年6月8日   | パンプルムース           | モーリシャス     | 0–2    | 0–3        | 2010 FIFAワールドカップ予選          |
| 33 | 2008年6月21日  | ヤウンデ                 | タンザニア       | 1–0    | 2–1        | 2010 FIFAワールドカップ予選          |
| 34 | 2008年6月21日  | ヤウンデ                 | タンザニア       | 2–1    | 2–1        | 2010 FIFAワールドカップ予選          |
| 35 | 2008年10月11日 | ヤウンデ                 | モーリシャス     | 1–0    | 5–0        | 2010 FIFAワールドカップ予選          |
| 36 | 2008年10月11日 | ヤウンデ                 | モーリシャス     | 2–0    | 5–0        | 2010 FIFAワールドカップ予選          |
| 37 | 2009年2月11日  | ヤウンデ                 | ギニア           | 2–1    | 3–1        | 親善試合                             |
| 38 | 2009年2月11日  | ヤウンデ                 | ギニア           | 3–1    | 3–1        | 親善試合                             |
| 39 | 2009年9月5日   | リーブルヴィル           | ガボン           | 0–2    | 0–2        | 2010 FIFAワールドカップ予選          |
| 40 | 2009年9月9日   | ヤウンデ                 | ガボン           | 2–0    | 2–1        | 2010 FIFAワールドカップ予選          |
| 41 | 2009年11月14日 | フェズ                   | モロッコ         | 0–2    | 0–2        | 2010 FIFAワールドカップ予選          |
| 42 | 2010年1月17日  | ルバンゴ                 | ザンビア         | 2–1    | 3–2        | アフリカネイションズカップ2010       |
| 43 | 2010年1月21日  | ベンゲラ                 | チュニジア       | 1–1    | 2–2        | アフリカネイションズカップ2010       |
| 44 | 2010年6月19日  | プレトリア               | デンマーク       | 1–0    | 1–2        | 2010 FIFAワールドカップ              |
| 45 | 2010年6月24日  | ケープタウン             | オランダ         | 1–1    | 1–2        | 2010 FIFAワールドカップ              |
| 46 | 2010年8月11日  | シュチェチン             | ポーランド       | 0–1    | 0–3        | 親善試合                             |
| 47 | 2010年8月11日  | シュチェチン             | ポーランド       | 0–3    | 0–3        | 親善試合                             |
| 48 | 2010年9月4日   | パンプルムース           | モーリシャス     | 0–1    | 1–3        | アフリカネイションズカップ2012予選   |
| 49 | 2010年9月4日   | パンプルムース           | モーリシャス     | 1–2    | 1–3        | アフリカネイションズカップ2012予選   |
| 50 | 2011年9月3日   | ヤウンデ                 | モーリシャス     | 3–0    | 6–0        | アフリカネイションズカップ2012予選   |
| 51 | 2011年10月7日  | キンシャサ               | コンゴ民主共和国 | 1–1    | 2–3        | アフリカネイションズカップ2012予選   |
| 52 | 2011年11月11日 | マラケシュ               | スーダン         | 3–1    | 3–1        | LGカップ2011                         |
| 53 | 2011年11月13日 | マラケシュ               | モロッコ         | 0–1    | 1–1        | LGカップ2011                         |
| 54 | 2013年3月23日  | ヤウンデ                 | トーゴ           | 1–0    | 2–1        | 2014 FIFAワールドカップ予選          |
| 55 | 2013年3月23日  | ヤウンデ                 | トーゴ           | 2–1    | 2–1        | 2014 FIFAワールドカップ予選          |
| 56 | 2014年6月1日   | メンヒェングラートバッハ | ドイツ           | 0–1    | 2–2        | 親善試合                             |

## タイトル

### クラブ
RCDマジョルカ
- コパ・デル・レイ：2002-03

FCバルセロナ
- UEFAチャンピオンズリーグ：2005-06, 2008-09
- リーガ・エスパニョーラ：2004-05, 2005-06, 2008-09
- コパ・デル・レイ：2008-09
- スーペルコパ・デ・エスパーニャ：2005, 2006

インテルナツィオナーレ・ミラノ
- FIFAクラブワールドカップ：2010
- UEFAチャンピオンズリーグ：2009-10
- セリエA：2009-10
- コッパ・イタリア：2009-10, 2010-11
- スーペルコッパ・イタリアーナ：2010

### 代表
U-23カメルーン代表
- 夏季オリンピック 金メダル：2000

カメルーン代表
- アフリカネイションズカップ：2000, 2002

### 個人
- アフリカ年間最優秀若手選手賞：2000
- アフリカ年間最優秀選手賞：2003, 2004, 2005, 2010
- FIFPro年間ベストイレブン：2005, 2006
- UEFAチーム・オブ・ザ・イヤー：2005, 2006
- リーガ・エスパニョーラ得点王：2005-06
- アフリカネイションズカップ ベストイレブン：2006
- アフリカネイションズカップ 得点王：2008
- FIFAクラブワールドカップゴールデンボール：2010